# Garrot vil (quadre)
Garrot vil és una pintura a l'oli realitzada per Ramon Casas el 1894 a Barcelona i que actualment s'exposa al Museu Nacional Centro de Arte Reina Sofia de Madrid.
Durant els anys 1893-1894 Casas s'havia anat centrant en el retrat, en els interiors amb figures femenines i en el nu. La representació de multitud, que en la dècada anterior havia donat dues obres tan importants com Entrada a la plaça de braus de Madrid, Les regates i alguna altra obra de temàtica taurina, havia quedat relegada de la seva producció més recent. L'execució pública d'un reu, que va tenir lloc a Barcelona el 1893 i que va convocar a una multitud de tafaners, va servir a l'artista per plasmar una crònica de la Barcelona del seu temps. Casas, com és habitual en les seves pintures d'aquestes característiques, va reproduir amb gran exactitud una escena de gran duresa, però evitant la denúncia social i limitant-se més aviat a plasmar una instantània fotogràfica.
Casas inaugura amb aquesta obra la seva sèrie de quadres de crònica social. Segons sembla, el pintor va reflectir l'execució d'Aniceto Peinador -un jove de dinou anys ajusticiat el 1893 a la presó del carrer Amàlia a Barcelona- fugint tant del patetisme de les escenes de gènere com en la retòrica solemnitat dels quadres d'història. Des de feia trenta anys no s'havia executat ningú a Barcelona pel procediment del garrot vil, i, en canvi, en tres anys consecutius van tenir lloc les execucions públiques d'Isidor Mompart, Aniceto Peinador i Santiago Salvador, acusats els dos primers d'assassinat i el tercer, de l'atemptat del Liceu que va costar la vida a vint persones. De l'expectació que van produir aquestes execucions entre els barcelonins van donar compte els diaris i especialment les fotografies de l'època, que mostren a la gent amuntegada al voltant del patíbul al pati d'Els Corders, al costat del mur de la Presó Vella, que estava situada a prop de la ronda de Sant Pau.
El punt de vista elevat és el d'un testimoni, sense eliminar detalls com l'arbre en primer terme que interromp la visió de l'escena -dificultant fins i tot la del patíbul- i actua com referència espacial. Amb objectivitat, Casas descriu el caràcter del succés públic de l'execució, sense centrar-se en cap protagonista concret -ni tan sols en la víctima, només visible entre el botxí i els confessors- i deixant que l'espectador passegi la seva vista com podria fer-ho un testimoni presencial.